# DigitalMania
DigitalMania是一家位於突尼斯共和国突尼斯的電子遊戲開發商和發行商，代表作有《Warshmallows》。該公司是突尼斯首家遊戲公司。

## 歷史
DigitalMania的創始人是瓦利德·蘇丹·米達尼自小受到從事資訊科技業的父母影響，2003年考入了突尼斯的私立大學ESPRIT，在校期間和朋友在當地大學之間組織電競比賽，2008年金融危機時遊戲開發商礙於經濟環境變差終止贊助賽事，這個經歷讓瓦利德意識到他們需要擁有自己的遊戲，否則相關活動都會受到掣肘。2009年瓦利德大學畢業後打算建立遊戲工作室，苦於當時沒有銀行願意提供貸款，加上突尼斯中央银行實施外匯管制，無法通過網絡众筹集資，他只能向家人求助。瓦利德和五個朋友組成了遊戲工作室，通過網絡自學遊戲開發，瓦利德的父親免費提供了辦公場所，由於缺乏資金，成員每日只有5第納爾工資。直到2011年10月中小企业銀行給瓦利德批出10萬美元貸款，瓦利德才註冊成立公司DigitalMania，公司搬到突尼斯郊區Berges du Lac。2012年12月12日，DigitalMania推出了第一款遊戲《Defendoor》，遊戲商業成績很差，但是工作室藉此遊戲獲得歐洲遊戲公司的關注，2013年工作室以遊戲外包業務維持收支和鍛煉團隊，外包業務一度佔據公司營收的八成，2014年公司獲得卡塔爾友誼基金的融資。到2019年末，DigitalMania推出了128部遊戲。
DigitalMania的收入以突尼斯海外為主，主要是德、英、法和意地區。由於突尼斯外匯管制、早期谷歌和Facebook等平台不支持匯款突尼斯賬號等問題，公司主要以廣告變現的方式盈利，再通過一家法國公司收取海外收益。2020年DigitalMania和馬耳他發行商合作發行遊戲《Warshmallows》，遊戲先在Steam發佈搶先體驗版，2022年1月登入任天堂Switch，是突尼斯首款登陸任天堂Switch的遊戲。2022年非洲遊戲週期間，DigitalMania與Leti Arts等非洲遊戲開發商成立泛非遊戲集團。

## 外部連結
- DigitalMania的X（前Twitter）
- DigitalMania的Facebook專頁